# Diga di Kariba
La diga di Kariba è una diga idroelettrica costruita sul fiume Zambesi sul confine tra lo Zambia e lo Zimbabwe. In seguito alla costruzione della diga si è formato il lago Kariba.

## Dati dello sbarramento
- Tipologia: diga a cupola, a doppia curvatura
- Anno di inizio lavori: 1955
- Anno di fine lavori: 1959
- Altezza sulle fondazioni: 128 m
- Sviluppo del coronamento: 615 m
- Spessore al coronamento: 13 m
- Spessore alla base: 18,50 m
- Volume di calcestruzzo: 1 milione di m³

## Descrizione e storia
Dopo la seconda guerra mondiale la Gran Bretagna iniziò a perdere progressivamente il potere colonialista che aveva nel continente africano, sia a causa dei nazionalismi locali che per la pressione di Stati Uniti ed Unione Sovietica che cercavano di ampliare la loro sfera di influenza. In un ultimo tentativo di restituire prestigio all'Impero britannico nel 1953 crearono la Federazione della Rhodesia e del Nyasaland, dall'unione di tre colonie confinanti: Rhodesia del Nord (Zambia), Rhodesia del Sud (Zimbabwe) e Nyasaland (Malawi). Uno degli obiettivi principali che fu posto per attirare investimenti fu quello relativo allo sfruttamento dell'enorme potenziale energetico del fiume Zambesi che scorre tra gli stati della federazione per soddisfare soprattutto le richieste di energia della cintura mineraria del rame del nord dello Zambia. Fu così che nacque la diga di Kariba tra le cascate Vittoria e Cabora Bassa.
Progettata dall'ingegnere francese André Coyne, progettista di un centinaio di dighe in quattordici paesi compresa la diga di Malpasset, la diga fu costruita tra il 1955 e il 1959 con un costo di 135 milioni di dollari. Fu aggiunta poi una seconda turbina che fu completata solo nel 1977 a causa di gravi problemi politici con un costo totale di 480 milioni di dollari.
È stata realizzata da imprese italiane, riunite nel consorzio Impresit Kariba ovvero Impresa Umberto Girola, Impresa Italiana all'estero (gruppo Fiat), Impresa Ingegnere Lodigiani, Impresa Ingegnere Giuseppe Torno e Co.: circa 100 lavoratori italiani vi morirono durante la costruzione.

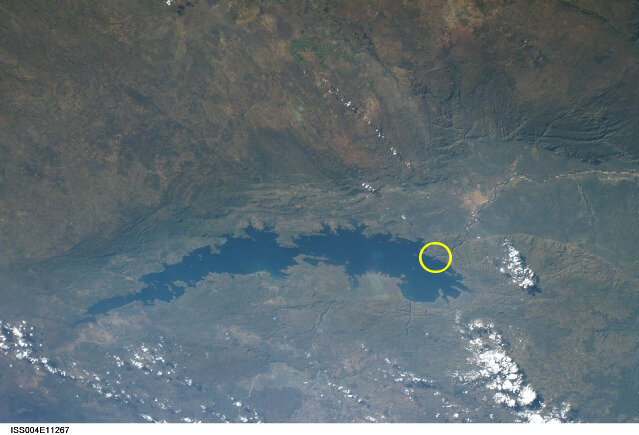
Lago Kariba: il cerchio indica la posizione della diga che lo ha formato.

La diga Kariba è una delle dighe più grandi al mondo con una altezza di 128 metri e una arcata di 579 metri. La diga fornisce 1.320 megawatt di elettricità sia allo Zambia che allo Zimbabwe. Il lago Kariba, il bacino d'acqua creato dalla diga, si estende per 280 chilometri ed ha una capienza di 180 km³, ancora oggi il bacino artificiale più grande del mondo.
La creazione del lago ha forzato lo sfollamento di circa 57.000 persone del popolo Tonga che vivevano lungo il fiume Zambesi. Con l'Operazione Noè, che durò dal 1960 al 1961, si misero in salvo circa 6.000 animali di grandi e piccole dimensioni minacciati dal risalire delle acque del lago. <<Fu il disastro ecologico più rapido e definitivo causato da una sola azione umana fino a quel momento>>.
Dalla fine della sua costruzione e dalla formazione del grande lago all'inizio degli anni sessanta, l'area è stata oggetto di numerosi terremoti, venti dei quali superiori alla magnitudo 5 della scala Richter, che si ritiene siano stati indotti dal bacino della diga. I sismologi sono ancora incerti sulle cause esatte di questi terremoti, dato che i terremoti bacino-indotti sono ancora oggetto di studio.
Nel 2014 dall'Autorità di bacino dello Zambesi, sono stati denunciati fenomeni erosivi alla base della diga, che se non risolti, potrebbero portare al cedimento della stessa.

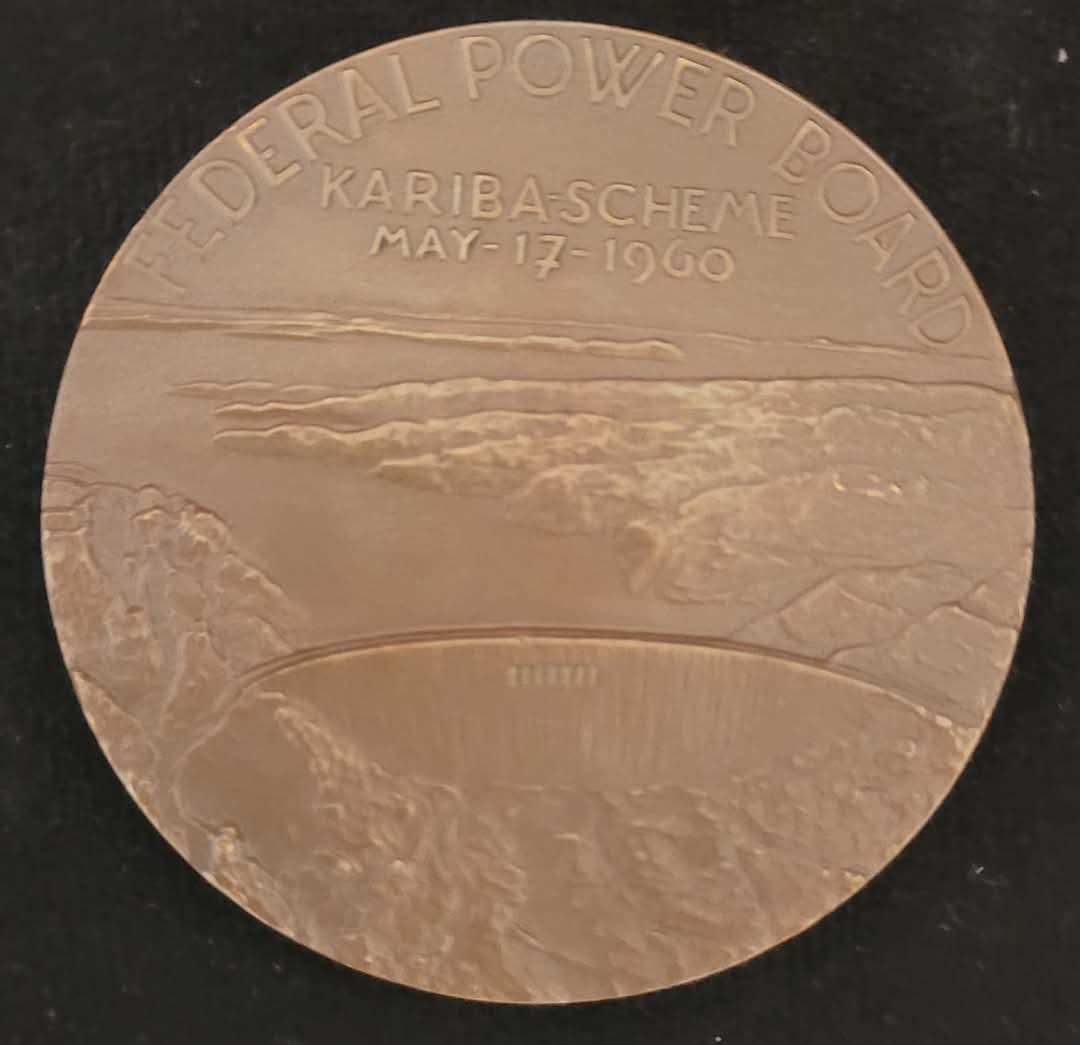
Medaglia celebrativa diga di Kariba

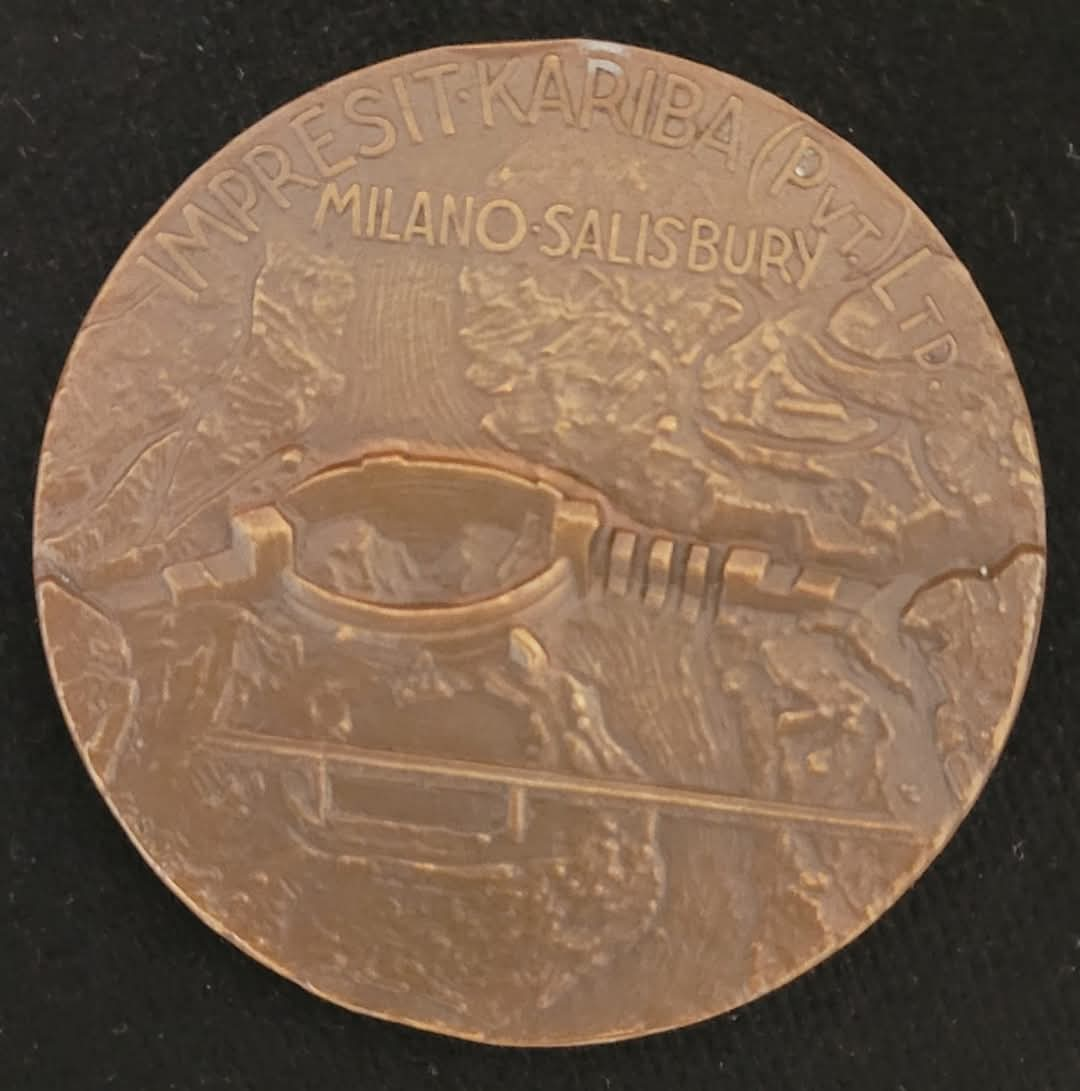
Medaglia Medaglia celebrativa diga di Kariba

## Nei media
- La costruzione della diga ha ispirato un racconto di Topolino edizione italiana, Topolino nella valle di Kariba.[5]
- Una parte del romanzo Battaglia per la Terra di L. Ron Hubbard si svolge sulla diga di Kariba.
- Se ne narra la costruzione nel romanzo Capelli, lacrime e zanzare di Namwali Serpell.